# HD 131040
HD 131040 är en gulvit stjärna i huvudserien i Björnvaktarens stjärnbild.
Stjärnan har visuell magnitud +6,48 och befinner sig precis på gränsen till vad som kan observeras för blotta ögat vid mycket god seeing.